# Lorenz Hauslaib

Claviorgue de Lorenz Hauslaib, ca. 1590, al fons del Museu de la Música de Barcelona, MDMB 821

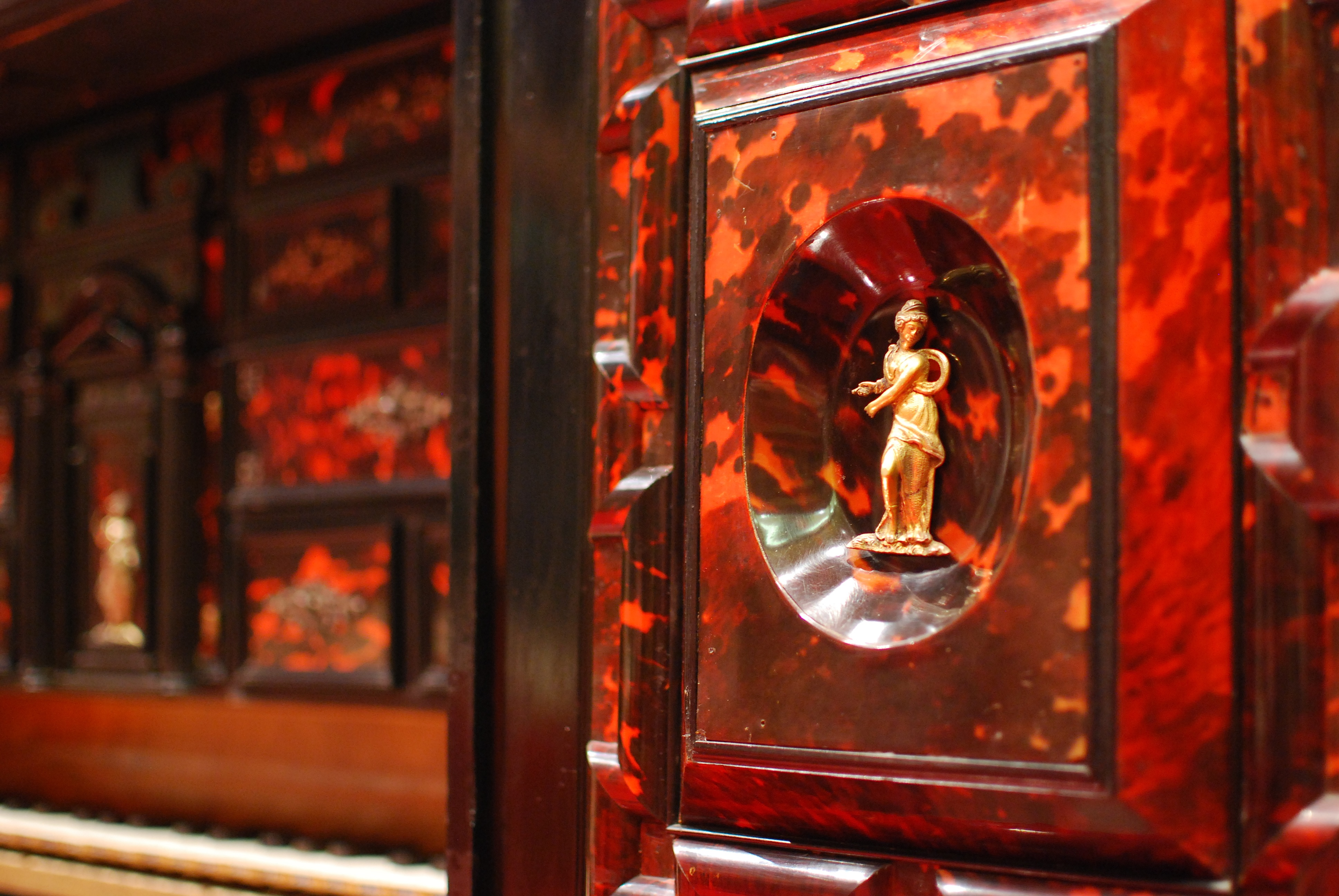
Detall del claviorgue Hauslaib

Lorenz Hauslaib de vegades Laurentius (Nuremberg, 1568 - Regensburg, 1625) fou un constructor d'orgues. També va tenir un negoci de compravenda d'orgues i altres instruments de teclat. Es coneix que va ser ciutadà d'Altdorf durant el 1608, casat tres vegades a Nuremberg (1605, 1613 i 1618). Als anys 1604 i 1606 treballà com a taxador a Frankfurt del Main i a Main. L'únic orgue que construí i del qual es té documentació precisa és el que va fer a Altdorf el 1608.
Jürgen-Peter Schindler (1937-1997) ha demostrat que hi havia una connexió entre Lorenz Hauslaib i Steffan Cuntz, també constructor d'orgues. Cuntz va esdevenir ciutadà de Nuremberg el 1598. Segons Schindler, Hauslaib, constructor i home de negocis, treballava de forma regular amb Cuntz com a ajudant de fuster. Sembla probable que l'instrument que es conserva al Metropolitan Museum va ser construït per ambdós. El 1600 Hauslaib va informar les autoritats que Cuntz no havia realitzat correctament una tasca sense especificar i l'empresonaren.
Després d'un minuciós estudi dels seus instruments que han sobreviscut, Segons Schindler és probableme que Cuntz va construir el mecanisme del claviorgue del Metropolitan Museum.
A Historische Nachricht von der Nürnbergische Mathematicis und Künstlern, Doppelmayr no parla de Hauslaib sinó de Cuntz com «un constructor d'orgues molt ben considerat per la seva mà d'obra, sempre tractant de perfeccionar els seus propis instruments, així com els d'altres constructors». Segons Schindler, Cuntz va morir el 9 de novembre de 1629. Tot i que es creu que Cuntz va construir el mecanisme del claviorgue del Metropolitan Museum, la inscripció en l'espineta confirma que tots dos, Hauslaib i Cuntz, hi van treballar i ambdós hi van tenir un paper fonamental.